# Bang! (Thunder)
Bang! è un album in studio del gruppo musicale britannico Thunder, pubblicato nel 2008.

## Descrizione
È stato pubblicato nel Regno Unito da STC Recordings il 3 novembre 2008, dopo una festa di lancio il 27 ottobre all'Hard Rock Cafe di Manchester con un set acustico della band. L'album è stato successivamente pubblicato in Europa da Frontiers Records e in Giappone da Victor Entertainment.
Al di fuori del Regno Unito, ha raggiunto il numero 99 della Oricon Albums Chart in Giappone.
Il brano di apertura dell'album "On the Radio" è stato pubblicato come unico singolo promozionale dall'album. L'album è stato promosso in un breve tour di otto date nel Regno Unito dal 21 al 30 novembre 2008, prima che la band annunciasse nel gennaio 2009 si sarebbero sciolti dopo un tour di addio che sarebbe durato fino all'agosto del 2009.

## Tracce
1. On the Radio – 4:15
2. Stormwater – 4:46
3. Carol Ann – 4:26
4. Retribution – 4:26
5. Candy Man – 4:00
6. Have Mercy – 4:56
7. Watching Over You – 4:36
8. Miracle Man – 4:22
9. Turn Left on California – 5:17
10. Love Sucks – 4:38
11. One Bullet – 3:43
12. Honey – 4:23

## Formazione
- Danny Bowes – voce
- Luke Morley – chitarra acustica, chitarra solista, cori, percussioni
- Chris Childs – basso
- Harry James – batteria
- Ben Matthews – chitarra, tastiera